# Schneider Kreuznach

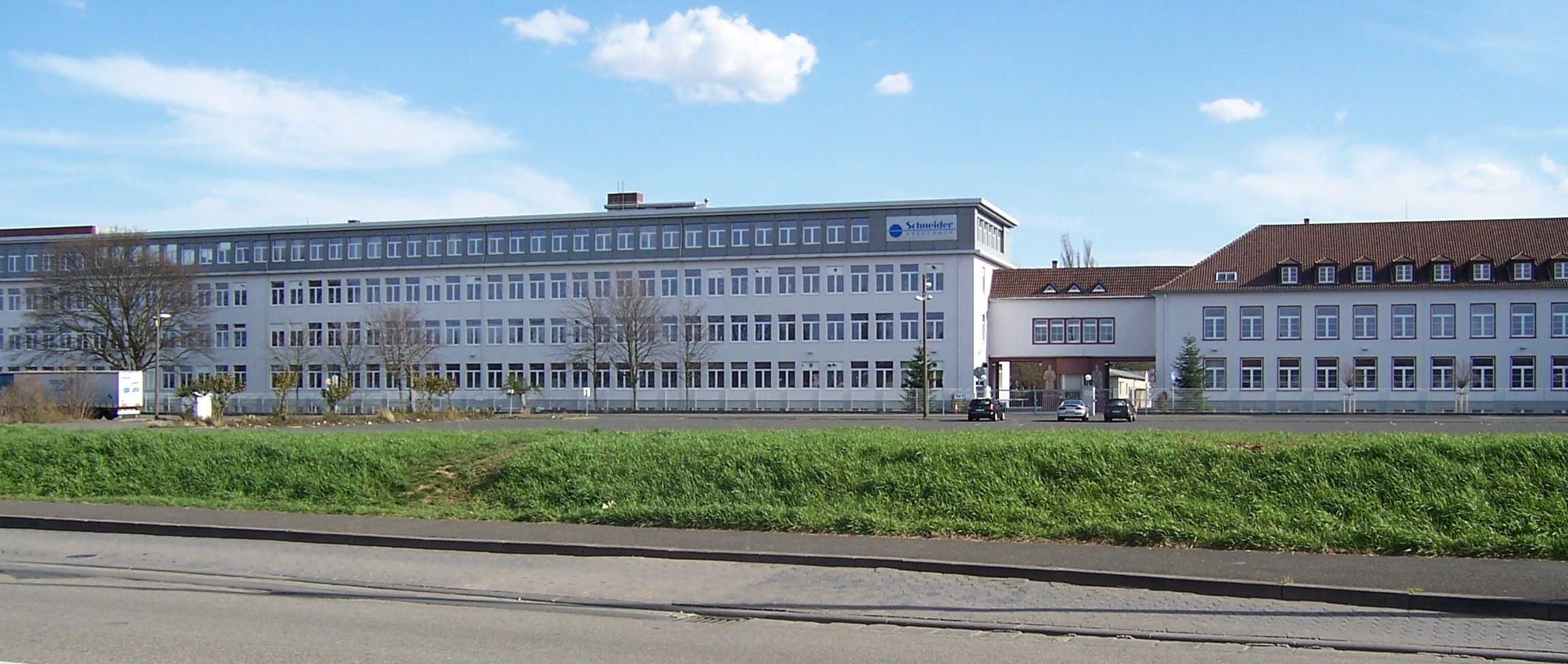
Schneider-Kreuznach.

Jos. Schneider Optische Werke GmbH, más conocida como Schneider-Kreuznach es una compañía alemana de óptica fundada en 1913 por Joseph Schneider en la localidad de Bad Kreuznach.
Fabrican lentes, entre otros algunas cámaras digitales de Samsung y Kodak y para las cámaras de algunos modelos de teléfono móvil LG.
Además de lentes y filtros para cámaras fotográficas, también desarrollan lentes para proyectores cinematográficos, lupas, óptica industrial, oftalmológicas, así como sistemas servohidráulicos.
Schneider ha adquirido otras empresas del sector entre ellas B+W Filterfabrik (1985), Rollei Fototechnic (1987), Käsemann/Oberaudorf (1989) y Century Optics (2000)